# Kloster Stoczek

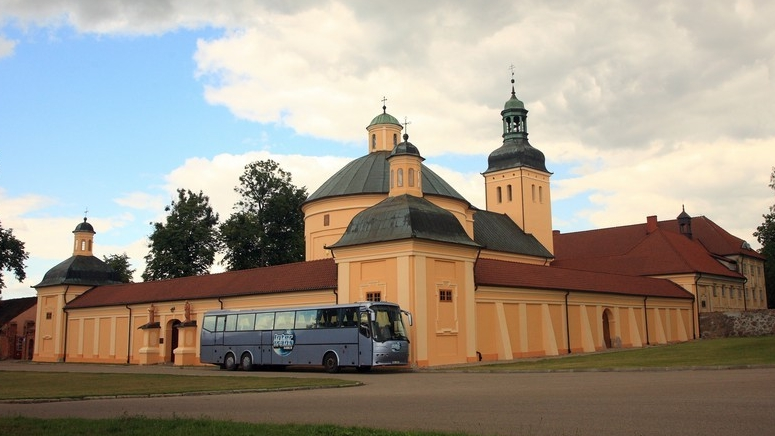
Anlage des Klosters Stoczek

Stoczek Klasztorny (deutsch Kloster Springborn) befindet sich nördlich des kleinen Dorfes Stoczek (Springborn) in der Woiwodschaft Ermland-Masuren im Powiat Lidzbarski im Nordwesten Polens. Es ist ein Marienwallfahrtsort und ein Ortsteil von Stoczek.

## Geschichte

### Geschichte des Klosters

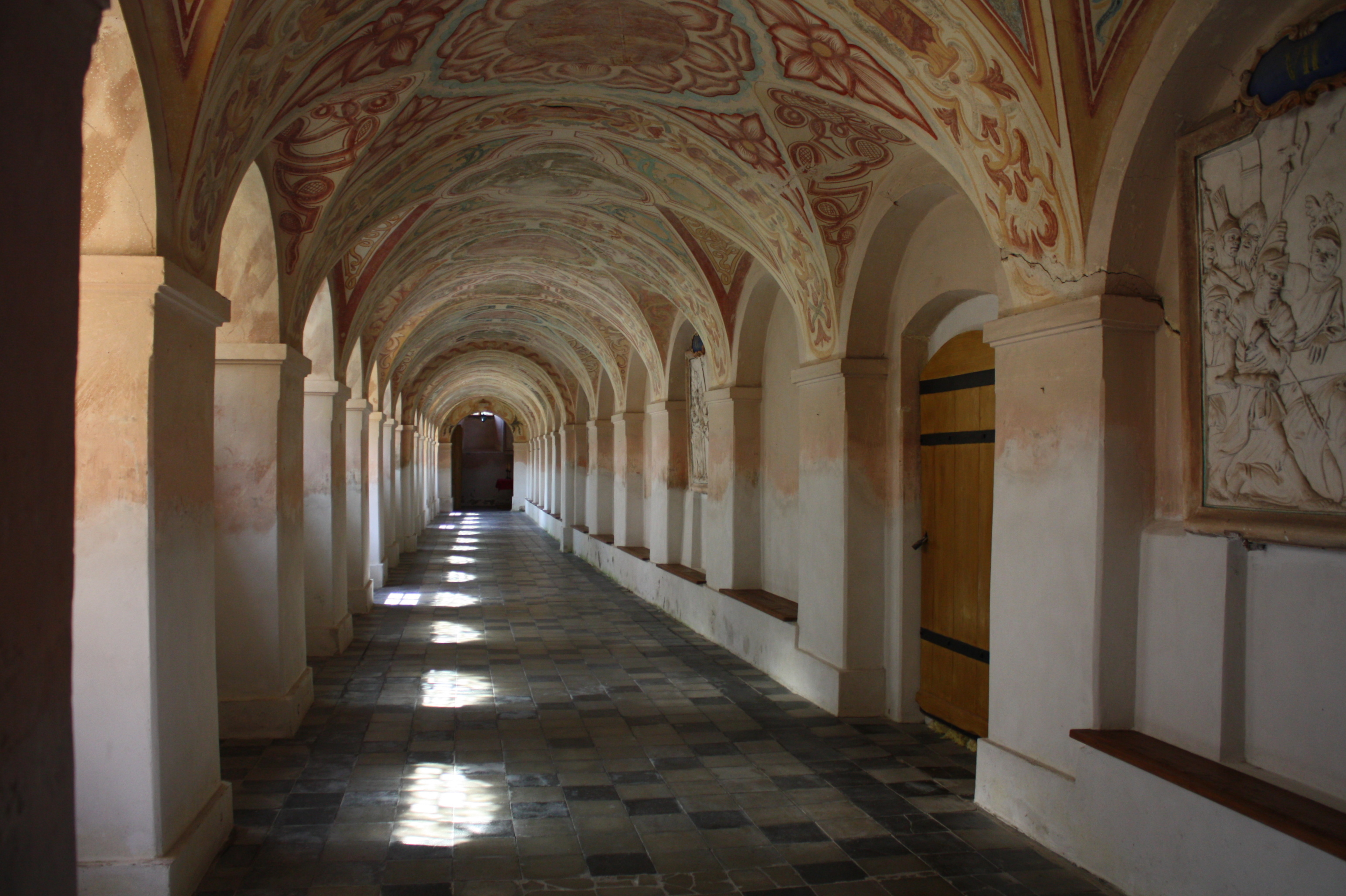
Kreuzgang

Spätestens seit Anfang des 17. Jahrhunderts gab es bei Springborn eine Marienkapelle mit einer Marienstatue, die von Wallfahrern aufgesucht wurde. Bischof Nikolaus Szyszkowski (1633–1643)  ließ an der Stelle der Kapelle in den Jahren 1639 bis 1641 eine steinerne Rundkirche errichten als Votivgabe nach dem Ende des ersten polnisch-schwedischen Kriegs. Die Kirche wurde den Bernhardinern aus Wartenburg (polnisch Barczewo) übergeben. Anfangs wohnten die Ordensbrüder in hölzernen Gebäuden bis 1666 Bischof Jan Wydżga (1659–1679) die steinernen Klostergebäude stiftete.
Unter Bischof Andreas Chrysostomus Zaluski (1698–1711) wurde ab 1708 damit begonnen, nach dem Vorbild von Heiligelinde (polnisch Święta Lipka) um die Kirche einen Kreuzgang mit vier Eckkapellen anzulegen. Der Bau wurde unter Bischof Theodor Andreas Potocki (1711–1723) vollendet. Während seiner Amtszeit wurde auch das Kloster ausgebaut, das sich als vierflügelige Anlage mit Innenhof im Osten an den Kreuzgang anschließt. 1716 wurde die Kirche von Bischof Potocki „Maria, der Königin des Friedens“ (Regina Pacis) geweiht. Seine Glanzzeit erlebte der Wallfahrtsort in den 1740er und 1750er Jahren, als er an Beliebtheit Heiligelinde nahezu gleichkam.
Nach der Säkularisation der Orden in Preußen übernahm der Staat Kirche und Kloster (der letzte Ordensbruder starb 1826). Während der Amtszeit Bischofs Andreas Stanislaus von Hatten (1838–1841) wurden Kirche und Kloster jedoch wieder der Diözese Ermland (heute Erzbistum Ermland) zurückgegeben. 1870 übergab Bischof Philipp Klementz (1867–1886) das Kloster an Lazaristen aus dem Rheinland. Infolge des Kulturkampfes mussten diese aber drei Jahre später bereits wieder abziehen. 1909 wurden die Klostertrakte um ein Stockwerk aufgestockt, 1913 erhielt das Kloster einen Anbau zur Gartenseite hin. 1926 wurde die Anlage den Franziskanern übergeben.
Im Kloster war von Oktober 1953 bis Oktober 1954 der Primas von Polen, Kardinal Stefan Wyszyński, von den Kommunisten interniert. Er bewohnte Räume im ersten Stock des Klosters und wurde von einem Priester und einer Ordensschwester begleitet. Nachdem Radio Freies Europa den Aufenthalt des Primas öffentlich gemacht hatte, wurde er nach Prudnik (Neustadt) in Oberschlesien verbracht.
Die Kirche erhielt 1987 durch Papst Johannes Paul II.  den Rang Basilica minor.

### Innenausstattung der Klosterkirche

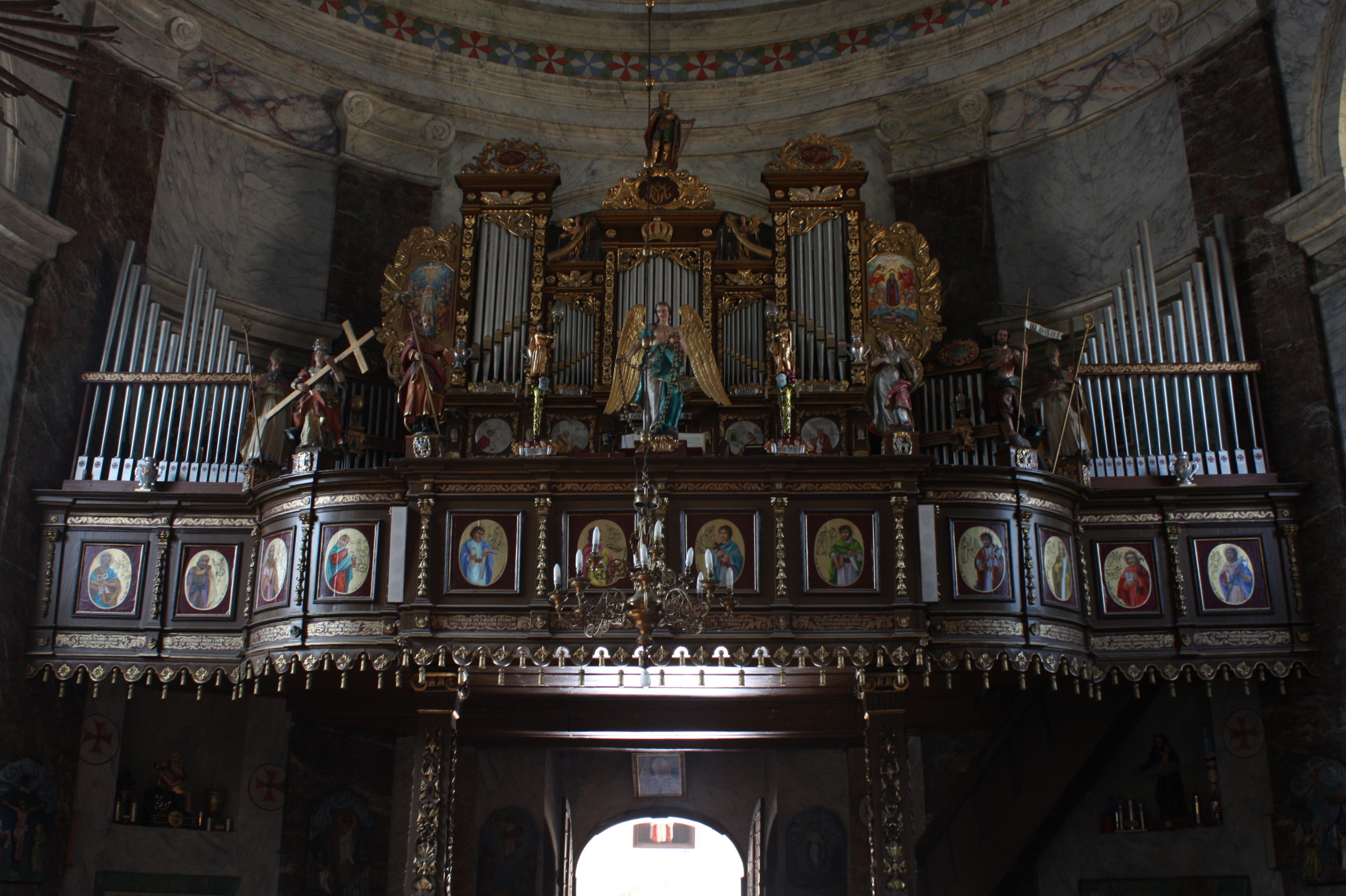
Orgel in der Wallfahrtskirche

Die Basilika Mariä Heimsuchung ist der Maria Regina Pacis (Königin des Friedens) geweiht. Der Hauptaltar von 1713 stammt von Christoph Peucker. Er enthält als Gnadenbild die Kopie der Lukasmadonna, die im Original in Santa Maria Maggiore in Rom aufbewahrt wird. Die silberne Einfassung des Gnadenbildes stammt von 1687. Der linke Nebenaltar ist der hl. Anna selbdritt geweiht, der rechte dem hl. Franziskus. Beachtung verdient auch ein Antoniusbild mit silberner Einfassung, eine italienische Arbeit aus dem Jahr 1695, außerdem die schmiedeeiserne Kanzel, die 1738 von einem Gutstätter Schmied gefertigt worden ist.
Im Kreuzgang und in den Kapellen befinden sich Reste von Fresken, die dem Maler Matthias Johann Meyer zugeschrieben werden. Die Kreuzwegstationen aus Stuck stammen von der Hand des Bildhauers Christoph Perwanger, der auch in Heiligelinde tätig war. Die Eckkapellen sind dem hl. Kajethan von Thjene, dem hl. Valentin und dem hl. Johann Nepomuk geweiht, die vierte ist eine Heiligkreuzkapelle.

## Verkehranbindung
Der Ort Stoczek Klastorny liegt am Kreuzungspunkt zweier Nebenstraßen, die von Kiwity (Kiwitten) über Napraty (Napratten) nach Kotowo (Karten) bzw. von Kierwiny (Kerwienen) über Krekole (Krekolen) nach Samolubie (Lauterhagen) führen.
Eine Bahnanbindung besteht nicht. Von 1905 bis 1945 war Kerwienen-Springborn die nächste Bahnstaion. Sie lag an der Bahnstrecke Schlobitten–Wormditt–Heilsberg–Bischdorf–Angerburg, die heute nicht mehr existiert.